# Skipark Ružomberok

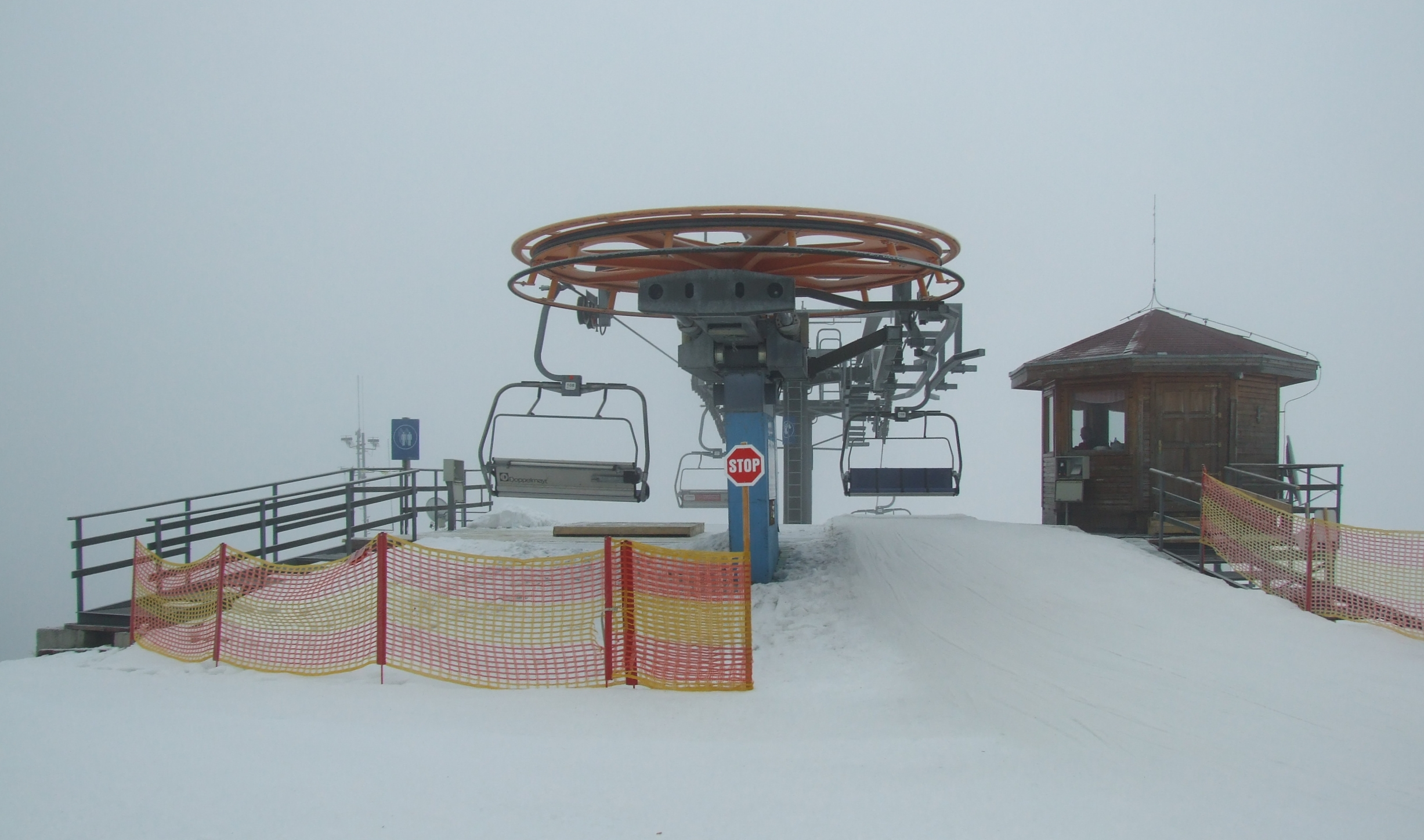
Górna stacja wyciągu krzesełkowego

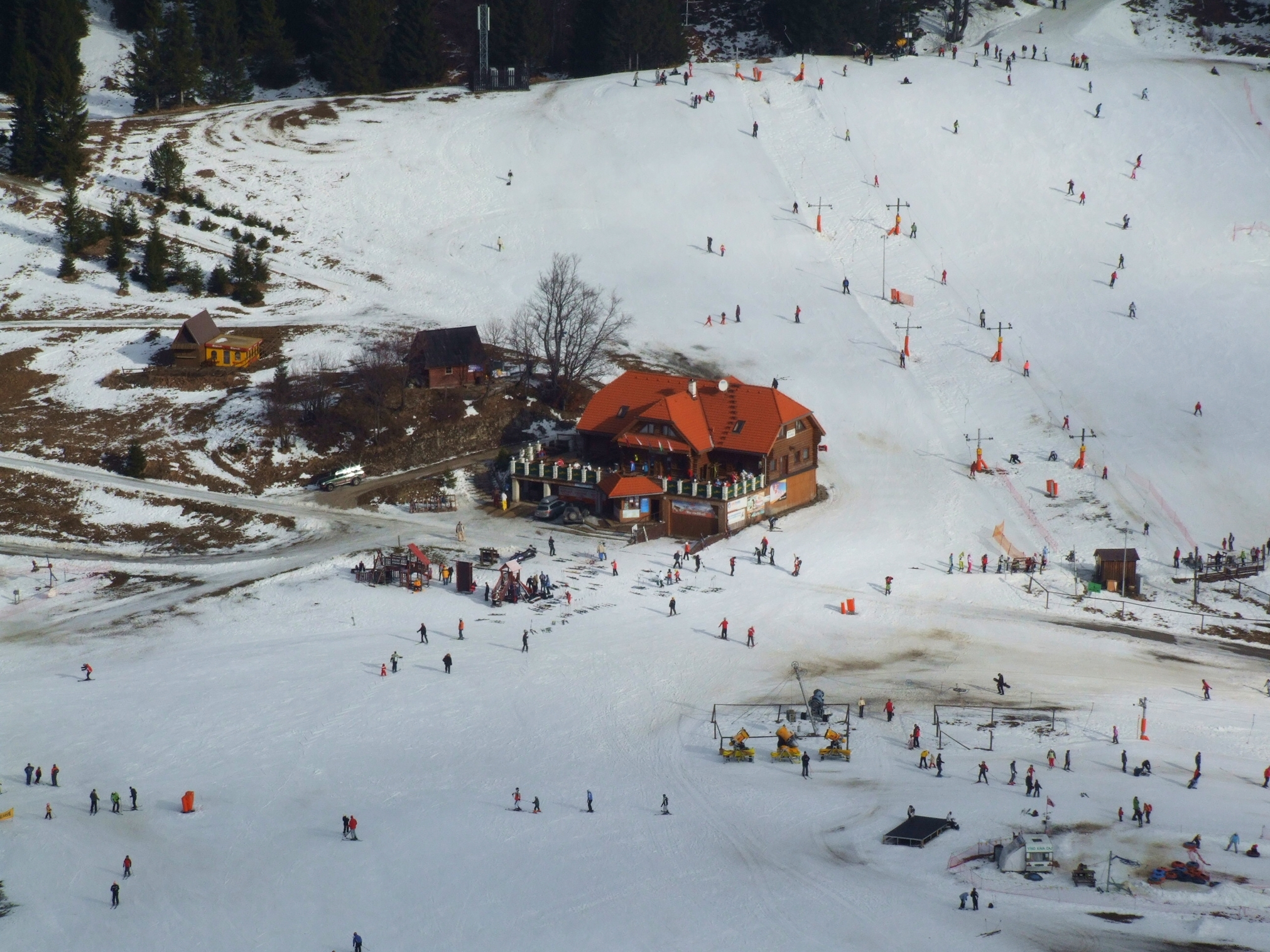
Bufet „Daria” oraz mniejsze wyciągi orczykowe

Skipark Ružomberok (również Ski Park Ružomberok, Malinné, Malinô Brdo) – ośrodek narciarski na Słowacji, w mieście Rużomberk, w dzielnicy Hrabovo. Znajduje się na zboczach góry Malinné (1209 m n.p.m.), w Wielkiej Fatrze.
Początki ośrodka sięgają drugiej połowy XX wieku, kiedy wybudowano hotel Malina. W 1964 podjęto decyzję o budowie kolei gondolowej z Hrabova.
W 1996 powstała spółka SKIPARK Ružomberok a. s., której celem była budowa większego ośrodka turystycznego. W latach 2001–2002 wymieniono starą kolej gondolową (6-osobowa) na nową (8-osobowa), uruchomiono również wyciąg krzesełkowy (4-osobowy). Obecnie Skipark jest jednym z bardziej popularnych na Słowacji.

## Nartostrady
- 1. Hlavná (Główna) – długość 3900 m, różnica poziomów 642 m, łatwa/średnia,
- 2. Vyhliadková (Widokowa) – długość 1250 m, różnica poziomów 286 m, średnia,
- 3. Malá Mulda (Mała Mulda) – długość 1050 m, różnica poziomów 240 m, średnia,
- 4. Majstrovská (Mistrzowska) – długość 900 m, różnica poziomów 240 m, trudna
- 5. Vlkolínska (Wilkolińska) – długość 800 m, różnica poziomów 240 m, średnia/trudna
- 6. Pretekárska (Zawodowa) – długość 1200 m, różnica poziomów 286, średnia
- 7. Veľká Mulda (Wielka Mulda) – długość 1400 m, różnica poziomów 286, średnia/trudna

## Wyciągi
Głównym wyciągiem jest kolej gondolowa z ośrodka Hrabova o długości 1770 metrów i przepustowości 1500 osób/godzinę. Na szczyt Malinô Brdo prowadzi wyciąg krzesełkowy – długość 1120 metrów, przepustowość 2200 osób/godzinę.
Oprócz tego w ośrodku działa 8 mniejszych wyciągów – orczykowych i tzw. wyrwirączek o długości od 70 do 1000 metrów.

## Pozostałe informacje
Goście ośrodka mogą również korzystać ze Snowparku oraz kilku obiektów gastronomicznych i noclegowych. Skipark posiada trzy duże parkingi dla samochodów i autobusów; do centrum Rużomberku kursuje również specjalny, bezpłatny autobus (Skibus).